# فانغ
فانغ: هي مملكة أو دويلة تاريخية، التي كانت تقع على الضفة الشمالية لنهر الكونغو قرب أحدي البلدات الحديثة تدعي ماتادي في جمهورية الكونغو الديمقراطية. في القرن السادس عشر وقد كتب اسمها باسم "Bungu".

## التاريخ
ومن غير المعروف على وجه اليقين كيف كانت مملكة فانغ القديمة أو عند تأسيسها.التوثيق الأول لها ذكر في الرسالة التي كتبها الفونسو الأول، ملك كونغو في 1535، والذي يسرد اسمها ب"JBungu" من بين أماكن أخرى أكثر مما كان يحكم كملك.